# Hailey Baptiste
Hailey Baptiste (Washington, 3 novembre 2001) è una tennista statunitense.

## Carriera
Hailey Baptiste ha vinto 4 titoli in singolare e 5 titoli in doppio nel circuito ITF in carriera. Il 16 giugno 2025 ha raggiunto il best ranking nel singolare, nr 56, mentre il 22 luglio 2024 lo aveva raggiunto nel doppio, nr 92.

## Statistiche WTA

### Doppio

#### Vittorie (1)
| Legenda              |
| -------------------- |
| Grande Slam (0)      |
| Ori Olimpici (0)     |
| WTA Finals (0)       |
| WTA Elite Trophy (0) |
| Dal 2021             |
| WTA 1000 (0)         |
| WTA 500 (0)          |
| WTA 250 (1)          |

| N. | Data           | Torneo                      | Superficie  | Compagna     | Avversarie in finale      | Punteggio           |
| 1. | 18 aprile 2021 | Charleston Open, Charleston | Terra verde | Caty McNally | Ellen Perez Storm Sanders | 6(4)–7, 6–4, [10–6] |

## Circuito WTA 125

### Doppio

#### Vittorie (2)
| N. | Data            | Torneo                          | Superficie  | Compagna        | Avversarie in finale             | Punteggio        |
| 1. | 4 novembre 2023 | Midland Tennis Classic, Midland | Cemento (i) | Whitney Osuigwe | Sophie Chang Ashley Lahey        | 2-6, 6-2, [10-1] |
| 2. | 22 giugno 2024  | Veneto Open, Gaiba              | Erba        | Alycia Parks    | Miriam Kolodziejová Anna Sisková | 7-6(4), 6-2      |

#### Sconfitte (1)
| N. | Data           | Torneo                     | Superficie | Compagna   | Avversarie in finale         | Punteggio              |
| 1. | 19 agosto 2023 | Golden Gate Open, Stanford | Cemento    | Claire Liu | Jodie Burrage Olivia Gadecki | 6(4)-7, 7-6(6), [8-10] |

## Statistiche ITF

### Singolare

#### Vittorie (4)
| Torneo $100.000 (0) |
| Torneo $80.000 (0)  |
| Torneo $60.000 (1)  |
| Torneo $40.000 (0)  |
| Torneo $25.000 (3)  |
| Torneo $15.000 (0)  |

| N. | Data             | Torneo                                                       | Superficie  | Avversaria in finale | Punteggio        |
| 1. | 27 gennaio 2019  | Plantation Pathway Women's, Plantation                       | Terra verde | Anna Bondár          | 7–5, 6(6)–7, 6–2 |
| 2. | 16 giugno 2019   | Palmetto Pro Open, Sumter                                    | Cemento     | Victoria Duval       | 6-2, 7-5         |
| 3. | 24 novembre 2019 | Westward Look Women's Pro Tennis Classic, Tucson             | Cemento     | Marcela Zacarías     | 4-6, 6-4, 6-3    |
| 4. | 11 giugno 2023   | Internazionali Femminili di Tennis Città di Caserta, Caserta | Terra rossa | Raluca Șerban        | 6-3, 6-2         |

#### Sconfitte (2)
| Torneo $100.000 (0) |
| Torneo $80.000 (0)  |
| Torneo $60.000 (0)  |
| Torneo $40.000 (1)  |
| Torneo $25.000 (1)  |
| Torneo $15.000 (0)  |

| N. | Data             | Torneo                 | Superficie  | Avversaria in finale   | Punteggio            |
| 1. | 16 aprile 2023   | MNO Tennis, Boca Raton | Terra verde | Caroline Dolehide      | 4-6, 4-6             |
| 2. | 17 febbraio 2024 | Chaly Women's, Morelia | Cemento     | Jéssica Bouzas Maneiro | 7-6(11), 1-6, 6(1)-7 |

### Doppio

#### Vittorie (4)
| Torneo $100.000 (2) |
| Torneo $80.000 (0)  |
| Torneo $60.000 (1)  |
| Torneo $40.000 (0)  |
| Torneo $25.000 (1)  |
| Torneo $15.000 (0)  |

| N. | Data             | Torneo                                  | Superficie  | Compagna        | Avversarie in finale               | Punteggio         |
| 1. | 30 gennaio 2022  | Orlando USTA Pro Circuit Event, Orlando | Cemento     | Whitney Osuigwe | Angela Kulikov Rianna Valdes       | 7-6(7), 7-5       |
| 2. | 11 marzo 2023    | Women's Boca Raton, Boca Raton          | Terra verde | Whitney Osuigwe | Francesca Di Lorenzo Makenna Jones | 6-2, 6-2          |
| 3. | 12 novembre 2023 | LTP Charleston Pro Tennis, Charleston   | Terra verde | Whitney Osuigwe | Nigina Abduraimova Carole Monnet   | 6-4, 3-6, [13-11] |
| 4. | 10 febbraio 2024 | Guanajuato Open, Irapuato               | Cemento     | Whitney Osuigwe | Ann Li Rebecca Marino              | 7-5, 6-4          |

#### Sconfitte (5)
| Torneo $100.000 (1) |
| Torneo $80.000 (0)  |
| Torneo $60.000 (3)  |
| Torneo $40.000 (0)  |
| Torneo $25.000 (1)  |
| Torneo $15.000 (0)  |

| N. | Data             | Torneo                                           | Superficie  | Compagna        | Avversarie in finale                  | Punteggio        |
| 1. | 19 gennaio 2019  | Daytona Beach Open, Daytona Beach                | Terra verde | Emina Bektas    | Anna Bondár Ulrikke Eikeri            | 3-6, 7-5, [9-11] |
| 2. | 15 febbraio 2020 | Kentucky Open, Nicholasville                     | Cemento (i) | Whitney Osuigwe | Quinn Gleason Catherine Harrison      | 5-7, 2-6         |
| 3. | 6 gennaio 2023   | Canberra Challenger, Canberra                    | Cemento     | Robin Anderson  | Irina Chromačëva Anastasija Tichonova | 4-6, 5-7         |
| 4. | 27 gennaio 2024  | Vero Beach International Tennis Open, Vero Beach | Terra verde | Whitney Osuigwe | Allura Zamarripa Maribella Zamarripa  | 3-6, 6-3, [4-10] |
| 5. | 3 febbraio 2024  | Georgia's Rome Tennis Open, Rome                 | Cemento (i) | Whitney Osuigwe | Angela Kulikov Jamie Loeb             | w/o              |

## Grand Slam Junior

### Doppio

#### Sconfitte (1)
| Tornei del Grande Slam  |
| ----------------------- |
| Australian Open (0)     |
| Open di Francia (0)     |
| Torneo di Wimbledon (0) |
| US Open (1)             |

| N. | Data             | Torneo            | Superficie | Compagna       | Avversario in finale    | Punteggio |
| 1. | 8 settembre 2018 | US Open, New York | Cemento    | Dalayna Hewitt | Cori Gauff Caty McNally | 3-6, 2-6  |

## Vittorie contro giocatrici Top 10
| Stagione | 2024 | Totale |
| Vittorie | 1    | 1      |

| #    | Giocatrice         | Ranking | Evento            | Superficie | Turno | Punteggio | Rank. HBR |
| ---- | ------------------ | ------- | ----------------- | ---------- | ----- | --------- | --------- |
| 2024 |                    |         |                   |            |       |           |           |
| 1.   | Barbora Krejčíková | 10      | Wuhan Open, Wuhan | Cemento    | 2T    | 6-3, 7-5  | 102       |